# Vlag van Sonsorol

Vlag van Sonsorol

De vlag van Sonsorol is blauw, met vier witte sterren in het broektop en een zeilboot in het midden van de vlag. De blauwe veld stelt de Grote Oceaan voor en de vier sterren de vier eilanden waaruit Sonsorol bestaat. De boot staat voor de ontdekking van de eilanden door de voorouders van het volk.